# Just Shapes & Beats
『Just Shapes & Beats』（ジャストシェイプスアンドビーツ）は、カナダのインディーゲームスタジオであるBerzerk Studioが開発・発売したアクションゲーム。

## 概要
正方形、正三角形、正五角形、円形のシンプルな各図形を操作キャラクターとし、横スクロールシューティングゲーム風に進行する。プレイ中には大量の敵弾などで画面が覆われる場面が多く、一見すると弾幕シューティングゲームのようだが、プレイヤー側からの攻撃は一切できない。操作キャラクター以外の動きはBGMのリズムに同期しており、プレイヤーは瞬間的に無敵になるダッシュなどを用いてかわしながらゴール地点を目指していく。グラフィックは黒地の背景にディープピンク系のビビッドカラーで描画され、BGMには多数の作曲家が手掛けたチップチューンやEDMの楽曲が用いられている。
2019年12月4日配信の無料アップデートでは、ヨットクラブゲームズ開発のソフト『ショベルナイト』のアレンジ曲をBGMとする4ステージが追加された。任意のステージをプレイするモード「プレイリスト」ではゲーム内で一定のポイントを獲得することでプレイが解除されるほか、Nintendo Switch版ではショベルナイトシリーズのamiibo各種を使用することでも解除できる。

## ゲームモード
いずれのモードも最大4人の協力プレイに対応している。各キャラクターにはライフが設定されており0になると操作不能となるが、他のプレイヤーが触れるかステージ内のチェックポイントの通過により復活する。
ストーリー
すごろく状のマップを移動しながら各ステージを進めていくモード。通常ステージとボスステージがあり、ボスステージではチェックポイントが存在しない。
チャレンジ
通常ステージ2つとボスステージ1つの合計3ステージを1セットとして連続でプレイするモード。このモードのみ、オフラインだけでなくオンラインのプレイにも対応している。
各ステージの開始前にはランダムに抽出された3ステージの選択肢が表示され、プレイヤーの多数決によりプレイするステージが決定される。同数の場合はその中からランダムで選ばれる。
クリア後には、ミスの回数やダッシュの使用回数など様々な条件を満たした場合に応じて各プレイヤーに「beatpoint」が加算される。
プレイリスト
任意に選んだステージを連続でプレイするモード。選択可能なステージはストーリーモードの進行度合いやbeatpointの累積状況により順次解除される。プレイ後にはチャレンジモードと同様にbeatpointが加算される。
パーティーモード
ランダムに選ばれたステージを連続でプレイするモード。このモードのみ、ライフがなくなっても一定時間経過後に自動的に復活する。

## 受賞・ノミネート
- BitSummit 4thアワード 「ファミ通賞」受賞[11]
- 2018 Golden Joystick Awards 「Best Audio Design」「Best Indie Game」ノミネート[12]
- 21st annual IGF Awards 「Excellence in Visual Art」ノミネート[13]